# 挽節站
挽節站（音素換寫：S̄t̄hānī bāngcāk，皇家轉寫：Sathani Bang Chak，泰語發音：[sā.tʰǎː.nīː bāːŋ t͡ɕàːk]）為泰國曼谷BTS素坤逸線的其中一座車站，位於拍崑崙縣素坤逸路素坤逸97街，車站編號為E10，於2011年8月12日開始營運。

## 鄰近地點
- 曼谷科技學校（Bangkok Technology School）位于素坤逸九十七之一街；

## 外部連結
- 曼谷集體運輸系統（架空電車）的官方網站